# Magdalena Tequisistlán
Magdalena Tequisistlán es una localidad situada en el municipio homónimo, en el estado de Oaxaca, México. Según el censo de 2020, tiene una población de 3605 habitantes.
El nombre de Tequisistlán tiene por significado "lugar a la vista del Tequezquite". Se compone de la derivación de las voces nahuas tequisquitl, "tequesquite", y tlan, que significa "junto a" o "entre". El nombre inicial de Magdalena fue puesto para hacer honor a la patrona de la localidad.
Localizada al sureste del estado de Oaxaca, dentro del istmo de Tehuantepec, Magdalena Tequisistlán fue fundada en el año de 1410.

## Historia
Tequistitlán ya es mencionado en las Relaciones Geográficas que enviara el alcalde mayor de la villa de Tehuantepec en 1580 a Felipe II, en donde consta la existencia de un monasterio "muy pobre y de pocos ornamentos" administrado por religiosos dominicos.    
Fray Francisco de Burgoa menciona que en el huerto del monasterio se cultivaban toda clase de árboles frutales, incluyendo cacao, achiote y vainilla.     
Las Relaciones Geográficas mencionan también que el pueblo estaba conformado por 650 habitantes y era la cabecera de los pueblos de San Francisco, Tenango, Santo Domingo, San Juan, Santa Lucía y Tlapanalá, mismo que le llevaban sus tributos.
Respecto a los monumentos históricos con los que cuenta este municipio, podemos encontrar el templo de Santa María Magdalena el cual data desde el año 1884. 
En cuanto a las tradiciones que practica la comunidad de Magdalena Tequisistlán se encuentran las fiestas populares que se celebran entre el 20 y el 24 de julio en honor a la patrona del lugar, Santa María Magdalena, en donde se realizan actividades de tipo religioso y fuegos artificiales. Asimismo, también se llevan a cabo torneos deportivos y bailes populares de la región.

### Brote de COVID-19 de 2021
Magdalena Tequisistlán cobró notoriedad regional tras haber permanecido incólume a la pandemia de COVID-19 en México hasta julio de 2021. En ese momento experimentó una epizootia de casos de COVID-19 que resultó en un saldo de 10 muertos y 890 enfermos confirmados al 17 de agosto de ese año.